# I Classici del Giallo Mondadori dal 1101 al 1200
|  | I 100 precedenti: I Classici del Giallo Mondadori dal 1001 al 1100 |

## Dal N.1101 al N.1200
| N.   | Titolo italiano                          | Autore                | Titolo originale                          | Anno originale | Pubblicazione |
| ---- | ---------------------------------------- | --------------------- | ----------------------------------------- | -------------- | ------------- |
| 1101 | Assassinio ad Astor Place                | Victoria Thompson     | Murder on Astror Place                    | 1999           | 2006          |
| 1102 | ...e l'ottavo giorno...                  | Ellery Queen          | ...And On The Eighth Day...               | 1964           | 2006          |
| 1103 | L'orma del gigante                       | Edgar Wallace         | Big Foot                                  | 1927           | 2006          |
| 1104 | La signora dei nightclub                 | Anthony Abbot         | About the Murder of the Night Club Lady   | 1931           | 2006          |
| 1105 | Il problema dei tre corpi                | Catherine Shaw        | The Three Body Problem                    | 2004           | 2006          |
| 1106 | La domatrice                             | Agatha Christie       | Appointment with Death                    | 1938           | 2006          |
| 1107 | Un dramma nell'acquario                  | Stuart Palmer         | The Penguin Pool Murder                   | 1931           | 2006          |
| 1108 | I fiori di Satana                        | Paul Halter           | Les fleurs de Satan                       | 2002           | 2006          |
| 1109 | Tomba d'acqua                            | Joan Druett           | A Watery Grave                            | 2004           | 2006          |
| 1110 | Veleno per l'87º Distretto               | Ed McBain             | Poison                                    | 1987           | 2006          |
| 1111 | La polizia in casa                       | Margery Allingham     | Police at the Funeral                     | 1931           | 2006          |
| 1112 | La maschera del buio                     | Philip Gooden         | Mask of Night                             | 2004           | 2006          |
| 1113 | Gli occhi della morte                    | Sarah Stewart Taylor  | O' Artful Death                           | 2003           | 2006          |
| 1114 | Il mistero di Elsie Vane                 | Anthony Berkeley      | Roger Sheringham and the Vane Mistery     | 1927           | 2006          |
| 1115 | La mosca dorata                          | Edmund Crispin        | The Case of the Golden Fly                | 1944           | 2006          |
| 1116 | L'orologio                               | Elizabeth Ferrars     | The Clock That Wouldn't Stop              | 1952           | 2006          |
| 1117 | Il messaggero del re                     | John Dickson Carr     | The Most Secret                           | 1964           | 2006          |
| 1118 | Perry Mason e il cavallo della ballerina | Erle Stanley Gardner  | The Case of the Fan-dancer's Horse        | 1947           | 2006          |
| 1119 | Nero Wolfe apre la porta al delitto      | Rex Stout             | A Family Affair                           | 1975           | 2006          |
| 1120 | Veleni di famiglia                       | Georgette Heyer       | Behold, Here's Poison                     | 1935           | 2006          |
| 1121 | Un cadavere fuori posto                  | J.J. Connington       | In Whose Dim Shadow                       | 1935           | 2006          |
| 1122 | La porta chiusa                          | Ellery Queen          | The Door Between                          | 1937           | 2006          |
| 1123 | L'alibi nero                             | Cornell Woolrich      | Black Alibi                               | 1942           | 2006          |
| 1124 | Gli assassini di Iside                   | Paul Harding          | The Assassins of Isis                     | 2004           | 2006          |
| 1125 | Ipnosi letale                            | Bruce Alexander       | Rules of Engagement                       | 2005           | 2006          |
| 1126 | Nella bufera                             | Mignon G. Eberhart    | With This Ring                            | 1941           | 2006          |
| 1127 | Carte in tavola                          | Agatha Christie       | Cards on the Table                        | 1936           | 2006          |
| 1128 | La regina del circo                      | Anthony Abbot         | About the Murder of the Circus Queen      | 1932           | 2006          |
| 1129 | Testamento di morte                      | James Anderson        | The Affair of the 39 Cufflinks            | 2003           | 2006          |
| 1130 | Fiori per il giudice                     | Margery Allingham     | Flowers for the Judge                     | 1936           | 2006          |
| 1131 | Manicomio                                | Patrick Quentin       | A Puzzle for Fools                        | 1936           | 2006          |
| 1132 | Le acque della morte                     | Barbara Hambly        | Dead Water                                | 2004           | 2006          |
| 1133 | Senza scampo                             | Elizabeth Ferrars     | Enough to Kill a Horse                    | 1955           | 2006          |
| 1134 | Il giorno in cui Veronica morì           | Helen Reilly          | The Day She Died                          | 1962           | 2006          |
| 1135 | La sposa di Newgate                      | John Dickson Carr     | The Bride of Newgate                      | 1950           | 2006          |
| 1136 | Notti e delitti                          | Georgette Heyer       | They Found him Dead                       | 1937           | 2006          |
| 1137 | Omicidio a scena aperta                  | Helen McCloy          | Cue for Murder                            | 1942           | 2006          |
| 1138 | Vertigine senza fine                     | Cornell Woolrich      | Waltz into Darkness                       | 1947           | 2006          |
| 1139 | I delitti non si ereditano               | Rae Foley             | The Hundredth Door                        | 1950           | 2006          |
| 1140 | La giostra della morte                   | Dorothy Hughes        | Ride the Pink Horse                       | 1946           | 2006          |
| 1141 | Il cratere del diavolo                   | J.J. Connington       | Jack-in-the-box                           | 1944           | 2006          |
| 1142 | Il presidente è scomparso                | Rex Stout             | The President Vanishes                    | 1934           | 2006          |
| 1143 | I denti del drago                        | Ellery Queen          | The Dragon's Teeth                        | 1939           | 2006          |
| 1144 | Gioco mortale                            | Anthony Berkeley      | The Second Shot                           | 1930           | 2006          |
| 1145 | La casa delle ombre                      | Paul Harding          | The House of Shadows                      | 2003           | 2006          |
| 1146 | Il Buddha di bronzo                      | Craig Rice            | Knocked for a Loop                        | 1957           | 2007          |
| 1147 | Due mesi dopo                            | Agatha Christie       | Dumb Witness                              | 1937           | 2007          |
| 1148 | Omicidio a Gramercy                      | Victoria Thompson     | Murder on Gramercy Park                   | 2001           | 2007          |
| 1149 | La polvere dei re                        | Thierry Maugenest     | La poudre des rois                        | 2004           | 2007          |
| 1150 | Enigma nella clinica                     | Mignon G. Eberhart    | From This Dark Stairway                   | 1931           | 2007          |
| 1151 | I delitti della vedova rossa             | John Dickson Carr     | The Red Widow Murders                     | 1935           | 2007          |
| 1152 | Il mistero di Madeline                   | Anthony Abbot         | Murder of a Startled Lady                 | 1935           | 2007          |
| 1153 | Intrigo sulla Manica                     | Freeman Wills Crofts  | Mystery in the Channel                    | 1931           | 2007          |
| 1154 | La scala a chiocciola                    | Ethel Lina White      | Some Must Watch                           | 1933           | 2007          |
| 1155 | Perry Mason e l'anatroccolo              | Erle Stanley Gardner  | The Case of the Drowning Duck             | 1942           | 2007          |
| 1156 | Oltre la menzogna                        | Georgette Heyer       | No Wind of Blame                          | 1939           | 2007          |
| 1157 | Nero Cornovaglia                         | Deryn Lake            | Death and the Cornish Fiddler             | 2006           | 2007          |
| 1158 | Nero Wolfe lunga vita al morto           | Rex Stout             | Three Doors to Death                      | 1939           | 2007          |
| 1159 | Danza sull'abisso                        | Margery Allingham     | Dancers in Mourning                       | 1937           | 2007          |
| 1160 | Fiamme di sangue                         | Paul Halter           | L'allumette sanglante                     | 2001           | 2007          |
| 1161 | Il mistero di Sir John Claverton         | John Rhode            | The Claverton Mystery                     | 1933           | 2007          |
| 1162 | Chi perde un amico...                    | Margaret Millar       | The Soft Talkers                          | 1957           | 2007          |
| 1163 | Il manoscritto perduto                   | Edmund Crispin        | Love Lies Bleeding                        | 1948           | 2007          |
| 1164 | Tour de Force                            | Christianna Brand     | Tour de Force                             | 1955           | 2007          |
| 1165 | L'albero degli impiccati                 | Victoria Thompson     | Murder on Washington Square               | 2002           | 2007          |
| 1166 | L'ammiraglio alla deriva                 | AA. VV.               | The Floating Admiral                      | 1931           | 2007          |
| 1167 | L'ultima signora Donaldson               | Hillary Waugh         | The Late Mrs D.                           | 1962           | 2007          |
| 1168 | Il ritorno della morte rossa             | Harold Schechter      | Mask of the Red Death                     | 2004           | 2007          |
| 1169 | L'uomo che temeva le donne               | Anthony Abbot         | About the Murder of a Man Afraid of Women | 1937           | 2007          |
| 1170 | L'incubo                                 | Mary Roberts Rinehart | The Door                                  | 1930           | 2007          |
| 1171 | Abbiamo trasmesso                        | Rex Stout             | And Be a Villain                          | 1948           | 2007          |
| 1172 | Cala la tela                             | Ellery Queen          | Drury Lane's Last Case                    | 1933           | 2007          |
| 1173 | Brutti scherzi per l'87º Distretto       | Ed McBain             | Tricks                                    | 1987           | 2007          |
| 1174 | L'enigma dell'alfiere                    | S.S. Van Dine         | The Bishop Murder Case                    | 1929           | 2007          |
| 1175 | Sipario nero                             | Cornell Woolrich      | The Black Curtain                         | 1941           | 2007          |
| 1176 | Qualcuno del passato                     | Margot Pennet         | Someone from the Past                     | 1958           | 2007          |
| 1177 | Questione di prove                       | Nicholas Blake        | A Question of Proof                       | 1935           | 2007          |
| 1178 | Col delitto non si scherza               | Erle Stanley Gardner  | This Is Murder                            | 1935           | 2007          |
| 1179 | Il mistero del Treno Azzurro             | Agatha Christie       | The Mystery of the Blue Train             | 1928           | 2007          |
| 1180 | La talpa                                 | Margery Allingham     | The Case of the Late Pig                  | 1937           | 2007          |
| 1181 | Destare i morti                          | John Dickson Carr     | To Wake the Dead                          | 1937           | 2007          |
| 1182 | Nient'altro che la verità                | Rex Stout             | The Second Confession                     | 1949           | 2007          |
| 1183 | La sorte sbagliò tre volte               | Patrick Quentin       | Puzzle for Wantons                        | 1945           | 2007          |
| 1184 | L'ultima donna della sua vita            | Ellery Queen          | The Last Woman In His Life                | 1970           | 2007          |
| 1185 | L'angelo nero                            | Cornell Woolrich      | The Black Angel                           | 1943           | 2008          |
| 1186 | I peccati non muoiono mai                | Mildred Davis         | The Sound of Insects                      | --             | 2008          |
| 1187 | Notte ideale per un delitto              | Mignon G. Eberhart    | Nine O'Clock Tide                         | 1977           | 2008          |
| 1188 | Terrore su Broadway                      | David Alexander       | Terror on Broadway                        | --             | 2008          |
| 1189 | Ninna nanna per l'87º Distretto          | Ed McBain             | Lullaby                                   | 1989           | 2008          |
| 1190 | Perry Mason e il marito introvabile      | Erle Stanley Gardner  | The Case of Haunted Husband               | --             | 2008          |
| 1191 | La ragazza dai capelli rossi             | Roy Vickers           | Murdering Mr. Veltrage                    | --             | 2008          |
| 1192 | La parte del destino                     | Margery Allingham     | The Fashion in Shrouds                    | 1938           | 2008          |
| 1193 | Gardenie rosse                           | Jonathan Latimer      | Red Gardenias                             | 1939           | 2008          |
| 1194 | Assassino allo specchio                  | Elizabeth Ferrars     | Furnished for Murder                      | 1957           | 2008          |
| 1195 | Nelle migliori famiglie                  | Rex Stout             | Even in the Best Families                 | 1950           | 2008          |
| 1196 | Poirot e la salma                        | Agatha Christie       | The Hollow                                | --             | 2008          |
| 1197 | Buona caccia, Mister Gideon!             | J.J. Marric           | Gideon's Week                             | --             | 2008          |
| 1198 | Il Sig. Omicidi                          | Donald Westlake       | A Travesty                                | --             | 2008          |
| 1199 | L'incubo nero                            | Cornell Woolrich      | The Black Path of Fear                    | 1944           | 2008          |
| 1200 | I colpevoli hanno paura                  | James Hadley Chase    | The Guilty Are Afraid                     | 1957           | 2008          |

|  | I 100 successivi: I Classici del Giallo Mondadori dal 1201 al 1300 |